# メタセシス反応
メタセシス反応（メタセシスはんのう　Olefin metathesis）とは、狭義には、二種類のオレフィン間で結合の組換えが起こる触媒反応のことである。すなわち以下のような反応のことである。
「メタセシス」の語は「位置を交換する」という意味のギリシャ語に由来する。メタセシスは複分解を指す語でもあり、また同様に結合が組み変わるアルカンメタセシスやアルキンメタセシス反応も存在するため、特にこの反応を指すことを明らかにしたい場合にはオレフィン・メタセシスと呼ぶ。

## 発見の経緯
1964年にジュリオ・ナッタらは、シクロブテンやシクロペンテンが塩化モリブデン-トリエチルアルミニウム、塩化タングステン-トリエチルアルミニウムといった一種のチーグラー・ナッタ触媒によって開環重合することを発見した。しかし、これがメタセシス反応によって進行する重合反応であるとは当時は気づかれていなかった。1967年にニシム・カルデロンらによって塩化タングステン-ジエチルアルミニウムクロリド触媒によって2-ペンテンが3-ヘキセンと2-ブテンに変化することが報告され、メタセシス反応の存在が知られるようになった。

## 反応メカニズム
1971年にジャン・ルイ・エリソンとイヴ・ショーヴァンによってメタセシス反応の機構が提唱された。これは、カルベン錯体とオレフィンから4員環のメタラシクロブタン錯体が形成された後、別のオレフィンが生成すると共に、別のカルベン錯体が生成するというものである。

## メタセシス反応を触媒するカルベン錯体の開発
1964年にエルンスト・オットー・フィッシャーらによってカルベン錯体が単離された。
1980年にリチャード・シュロックらは、タンタルのカルベン錯体がメタセシス反応を触媒することを見いだした。
更に、シュロックらは1990年にモリブデンのカルベン錯体が特に高活性であることを報告した。
しかし、これらの錯体は反応性が極めて高いものの水や酸素に不安定で扱いにくいのが欠点であった。

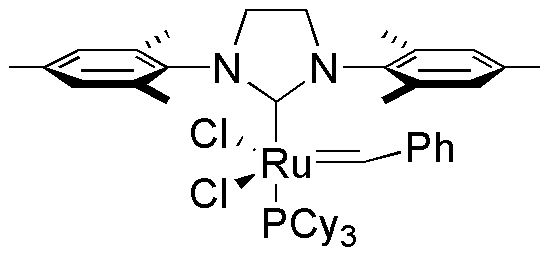
第2世代グラブス触媒

1992年になるとロバート・グラブスらは、水や酸素に対して比較的安定なルテニウムカルベン錯体がメタセシス反応に有効であることを報告した。これ以来、比較的小分子の有機化学の分野でも、様々な合成への適用が報告されるようになった。
1995年には第1世代グラブス触媒として知られるベンジリデンルテニウム錯体が報告された。
さらに1998年から1999年にかけて、イミダゾリン-2-イリデン誘導体を配位子とするルテニウムカルベン錯体がヴォルフガンク・ヘルマンら、スティーヴン・ノランら、ロバート・グラブスらのグループによってほとんど同時に報告された。これらの錯体は第1世代グラブス触媒よりも触媒活性が高く、特に1999年にロバート・グラブスらにより報告された錯体が第2世代グラブス触媒として良く知られるようになった。
一方、第1世代および第2世代グラブス触媒を改良する研究も盛んに行われた。
1999年にアミール・ホベイダらは第1世代グラブス触媒を改良した、再利用可能かつ大気中で取り扱い容易な錯体を報告した。更に2000年にはアミール・ホベイダらが報告すると共に、わずかに遅れてジークフリート・ブレッヘルトらも、全く同じ錯体を報告した。この錯体は第2世代グラブス触媒を改良した再利用可能かつ大気中で取り扱い容易な錯体であり、第2世代ホベイダ-グラブス触媒として知られている。その特徴として、反応性の高さは第2世代グラブス触媒には及ばないものの、電子密度の低い二重結合に対して有効であることが挙げられる。
2002年にはこの種の研究における大きな成果が相次いで報告された。ブレッヘルトらは第2世代グラブス触媒を遙かに凌駕する高い反応性を持ち、かつ大気中での取り扱いが容易な錯体二種を立て続けに報告した。また、わずかに遅れて報告されたロバート・グラブスらによる錯体、及びカロール・グレーラによる錯体も同様に、第2世代グラブス触媒を改良しその反応性を飛躍させている。2002年に報告されたこれらの錯体はいずれも「活性種を発生させる段階を如何にして速め、反応性向上に結びつけるか」というコンセプトが共通しており、この分野において極めて激しい競争があったことが垣間見える。

## 反応の分類
メタセシス反応は可逆反応であり、望む方向へ反応を進行させるには平衡を偏らせる工夫が必要となる。
また、メタセシス反応は反応させるオレフィンの種類、及びその反応形式によっていくつかに分類される。

### 開環メタセシス
開環メタセシス重合（Ring Opening Metathesis Polymerization, ROMP）

環状オレフィンのメタセシス反応による重合反応のこと。生成物は鎖状のポリオレフィンとなる。
開環メタセシス-交差メタセシス（Ring Opening Metathesis-Cross Metathesis, ROM-CM）
環状オレフィンと鎖状オレフィンのメタセシス反応のこと。生成物は両末端に二重結合を持つ鎖状オレフィンになる。

### 閉環メタセシス
2箇所に二重結合を持つ鎖状オレフィンの分子内メタセシス反応のこと。カルベン錯体により分子内の二つのオレフィンが反応し、目的とする環状アルケンと共に揮発性アルケン（多くの場合エチレン）を与える。この反応では通常環化しやすいと言われる5、6員環のみならず、7-9員環などの中員環や10員環以上の環状アルケンを合成するのにも有効である。

閉環メタセシス

この反応は1980年に2つの異なった研究グループにより初めて報告された。ディディエール・ヴィルマンは触媒量の塩化タングステンとテトラメチルスズ存在下で閉環メタセシスが進行し、15及び16員環ラクトンの合成に成功した（式1）。また、辻二郎らは触媒量の塩化タングステンとジメチルチタノセン存在下において低収率ながらも19及び21員環ラクトンの合成に成功した（式2）。

最初の報告例

その後、グラブス触媒の開発により天然物合成の鍵工程として、数多くの場面で応用されるようになった。2001年に発表された、平間正博らの研究グループによるシガトキシンの人工全合成では、7-9員環の環状エーテルの構築のために閉環メタセシスが応用された。

### 交差メタセシス
（CM: Cross Metathesis）
鎖状オレフィン同士のメタセシス反応のこと。生成物は分子内に二重結合を一つ持つオレフィンになる。

### エニンメタセシス
（Enyne Metathesis）
二重結合と三重結合でのメタセシス反応のこと。生成物は1,3-ジエンとなる。

### アルキンメタセシス
（Alkyne Metathesis）
三重結合間でのメタセシス反応のこと。生成物は分子内に三重結合を一つ持つ化合物になる。

## ノーベル化学賞
2005年にイヴ・ショーヴァン、リチャード・シュロック、そしてロバート・グラブスの3名にメタセシス反応の研究業績によりノーベル化学賞が授与された。

## 関連文献
- 片山博之、小澤文幸「オレフィンメタセシス触媒 : 最近の進歩」『有機合成化学協会誌』第59巻第1号、有機合成化学協会、2001年、40-51頁、doi:10.5059/yukigoseikyokaishi.59.40。
- 森美和子、日本化学会編、メタセシス反応、化学の要点シリーズ、共立出版、2012